# Hovjuvelerare
Hovjuvelerare (Kunglig hovjuvelerare) är en titel vid flera kungahus för en person (guldsmed, silversmed) eller ett företag som är leverantör till hovet av olika former av smycken och som fått sig titeln tilldelad. I Sverige var titeln relativt vanlig under 1900-talet.

## Svenska hovjuvelerare
Ett urval i alfabetisk ordning
- Andreas Almgren
- Michael Benedicks
- Frantz Bergs
- Jean Jahnsson
- Wiwen Nilsson